# Klaus Stuttmann
Klaus Stuttmann (* 1949 in Frankfurt am Main) ist ein deutscher Karikaturist. Er signiert mit dem Kürzel „KS“.

## Leben
Stuttmann wuchs in der Umgebung von Stuttgart auf, studierte Kunstgeschichte zuerst in Tübingen und ab 1970 in Berlin, wo er 1976 den Magister-Titel in Geschichte und Kunstgeschichte an der Technischen Universität Berlin erwarb. Seitdem ist er autodidaktisch als freiberuflicher Karikaturist tätig.
Seine Karikaturen wurden zunächst und bis 1989 überwiegend in der Tageszeitung Die Wahrheit der Sozialistischen Einheitspartei Westberlins veröffentlicht.
Aktuell erscheinen seine Karikaturen fast täglich im Tagesspiegel sowie regelmäßig im Weser-Kurier, in der Leipziger Volkszeitung, taz, Badischen Zeitung, Sächsischen Zeitung, Hannoverschen Allgemeinen Zeitung, Rhein-Neckar-Zeitung und im Göttinger Tageblatt; zudem im Freitag und Eulenspiegel.
Stuttmann lebt in Berlin-Kreuzberg.

## Publikationen

### Monographien, Jahresbände
- Zurück! Klaus-Stuttmann-Karikaturen 2023. ISBN 978-3-946972-74-7.
- Ein bisschen mehr Erderwärmung fände ich jetzt schon gut! Politische Karikaturen 2022, ISBN 978-3-946972-66-2.
- 1,5 m Mindestabstand!! Politische Karikaturen 2020 (Jahresband Nr. 12), ISBN 978-3-946972-45-7.
- Irre!! Politische Karikaturen 2019 (Jahresband Nr. 11), Vorwort: Lars von Törne, ISBN 978-3-946972-37-2.
- Is was?! Politische Karikaturen 2018 (Jahresband Nr. 10), Vorwort: Andreas Platthaus, ISBN 978-3-946972-30-3.
- #AllesFake. Politische Karikaturen 2017 (Jahresband Nr. 9), Schaltzeit Verlag Berlin. ISBN 978-3-946972-11-2.
- Voll auf Kurs! Politische Karikaturen 2016 (Jahresband Nr. 8), Schaltzeit Verlag Berlin. ISBN 978-3-941362-91-8.
- Wir schaffen das!! Politische Karikaturen 2015 (Jahresband Nr. 7), Schaltzeit Verlag, Berlin, ISBN 978-3-941362-74-1.
- Endlich Weltmeisterin! Politische Karikaturen 2014 (Jahresband Nr. 6), Schaltzeit Verlag, Berlin 2014, ISBN 978-3-941362-50-5.
- Frisch verwählt. Politische Karikaturen 2013. Vorwort von Hans Joachim Neyer, Schaltzeit Verlag, Berlin 2013, ISBN 978-3-941362-32-1.
- Wir geben nichts! Politische Karikaturen 2012. Vorwort von Axel Hacke, Schaltzeit Verlag, Berlin 2012, ISBN 978-3-941362-27-7.
- Schöne Pleite! Politische Karikaturen 2011. Vorwort von F. W. Bernstein, Schaltzeit Verlag, Berlin 2011, ISBN 978-3-941362-10-9.
- Land unter! Politische Karikaturen 2010. Vorwort von Klaus Staeck, Schaltzeit Verlag, Berlin 2010, ISBN 978-3-941362-08-6.
- Klare Ansage! Politische Karikaturen 2009. Schaltzeit Verlag, Berlin 2009, ISBN 978-3-941362-04-8.

### Andere Monografien
- 2021: Mein Merkelbilderbuch. Über 800 Karikaturen aus über 30 Jahren. Schaltzeit Verlag, Berlin, ISBN 978-3-946972-54-9.
- 2011: Ohne Titel. Vom Aufstieg und Fall des Freiherrn Karl-Theodor von und zu Guttenberg. Bissig zusammengefasst in 20 Karikaturen von Klaus Stuttmann. Sonderauflage zur Leipziger Buchmesse 2011, Schaltzeit Verlag, Berlin, ISBN 978-3-941362-13-0.

### Texte, Zeichnungen, Gemeinschaftsproduktionen
- 2020: 26 Zeichnungen in: Manfred Günther: Kindheit – Jugend – Alter, Vorwort Hans-Günter Butzko, Rheine. ISBN 978-3-946537-62-5;
- 2019: 12 Zeichnungen in: Manfred Günther: Alles was jungen Menschen Recht ist; Vorwort Sigrun von Hasseln-Grindel, Berlin ISBN 3-924041-23-7.
- 2018: 20 Zeichnungen in: Manfred Günther: Hilfe! Jugendhilfe. Vorwort: Jörg M. Fegert, 528 S., Rheine; ISBN 978-3-946537-55-7.
- 2013: Prost Wahlzeit! Das Schönste und Beste aus dem Versprecher-Album. Karikaturen von  NEL, Thomas Plaßmann, Heiko Sakurai und Klaus Stuttmann. Mit einem Vorwort von Miriam Hollstein, Schaltzeit Verlag, Berlin, ISBN 978-3-941362-30-7.
- 2013: Walther Fekl (Hrsg.): Paarlauf / Pas de deux. Die deutsch-französischen Beziehungen in der politischen Karikatur / Les relations franco-allemandes dans le dessin de presse. Karikaturen von Plantu, Klaus Stuttmann u. a., Schaltzeit Verlag, Berlin, ISBN 978-3-941362-28-4.
- 2010: 49 Cartoons in: Manfred Günther: Wörterbuch Jugend – Alter. Vom Abba zur Zygote, Vorwort Austrofred; Nachwort Ernst Volland. Rabenstück Berlin; ISBN 978-3-935607-39-1.
- 2009: Verkehrte Welten. Karikaturen von Stuttmann und Reiner Schwalme. Drehbuch-Katalog zur Ausstellung des Berliner Senats für Stadtentwicklung und des Brandenburgischen Ministeriums für Infrastruktur und Raumordnung, Potsdam.[2]
- 2003: 25 Zeichnungen in: Manfred Günther: Fast alles was Jugendlichen Recht ist, Vorwort Wolfgang Lüder; HVD-Verlag Berlin; ISBN 3-924041-23-7;
- 1997: Titel (Deckel) sowie 15 Illustrationen für: JAW (Hrsg.): Rechte junger Menschen (Texte Manfred Günther, Vorwort: Ingrid Stahmer); Berlin.

## Ausstellungen
- Sonderausstellung zum Ludwig Emil Grimm-Preis, 1. November 2024 - 2. März 2025, in Schloss Philippsruhe, Hanau[3]
- Klaus Stuttmann: Statements, 28. April bis 3. Oktober 2022 Caricatura Museum für Komische Kunst Frankfurt am Main
- „Endlich Weltmeisterin!“ – Klaus Stuttmann – Politische Karikaturen 2014, 2. November 2014 - 25. Januar 2015, Cartoonmuseum Brandenburg[4]

## Auszeichnungen
- 2024: Ludwig Emil Grimm-Preis der Stadt Hanau[5]
- 2023: 2. Platz beim Karikaturenpreis der deutschen Zeitungen (Rückblende 2022)[6]
- 2021: 2. Platz beim Karikaturenpreis der deutschen Zeitungen[7][8]
- 2016: 1. Platz beim Deutschen Karikaturenpreis[9]
- 2015: 1. Preis Karikatur bei der Rückblende 2014[10]
- 2014: 2. Platz beim Stuttgarter Karikaturenpreis
- 2012: 1. Preis Karikatur bei der Rückblende 2011
- 2010: Premio Satira Politica – Forte dei Marmi/Italien[11]
- 2008: 1. Preis Karikatur bei der Rückblende 2007
- 2007: Publikumspreis beim Deutschen Karikaturenpreis
- 2004: 2. Platz Karikatur bei der Rückblende 2003
- 2002: 1. Preis Karikatur bei der Rückblende 2001
- 2000: 1. Preis in der Kategorie Karikatur bei der Rückblende 1999
- 1997: 1. Preis des Deutschen Preises für politische Karikatur